# Фёдоров, Александр Георгиевич
Александр Георгиевич Федоров (16 апреля 1944, Ленинград, СССР — 25 июля 2021) — советский и российский футбольный тренер. Заслуженный тренер РСФСР, Почетный член Федерации футбола Санкт-Петербурга.

## Биография
Работал тренером в СДЮШОР «Смена». В 1979 году возглавлял «Каршистрой», в который он привел многих ленинградских игроков. Позднее он трудился с клубами из Северо-Западного региона. С 1989 по 1991 год руководил ленинградским «Кировцем», с 1994 по 1996 год руководил петербуржским «Динамо». Последним местом работы специалиста был литовский «Инкарас». Коллектив местной А лиги он возглавлял в 2002 году.
По состоянию на 2016 год работал на отделении футбола детско-юношеской спортивной школы № 2 Красногвардейского района.